# Шу Ћи
Лин Лихуеј, познатија под уметничким и сценским именом Шу Ћи, кинеска је филмска глумица тајванског порекла. Једна је од најпознатијих и најплаћенијих филмских глумица у Кини, поред глумица као што су Џанг Цији, Гонг Ли, Фан Бинг Бинг, а успела је да постигне светску славу ван Кине у америчким филмским продукцијама у САД, као и у Хонгу Конгу и на Тајвану.

## Младост и одрастање
Шу Ћи или Лин Ли Хуи је рођена и одрасла у једној скромној и сиромашној кинеској породици у Тајпеју, до своје 16. године, када је отишла из куће. У средњој школи је била лош ученик и школа је није интересовала. Због своје невероватне лепоте, крупних очију, светле пути, са дугачким танким ногама и висином од 1.68 m за Кинескињу, маштала је да ради као манекенка и фото модел. Са 17. година, сели се за Хонг Конг и као малолетна са 17 година, почела је да се слика гола за тамошње еротске мушке часописе и глумила је у еротским филмовима у Хонгу Конгу. Она је у једном интервјуу изјавила да се нерадо сећа тог периода у својој раној младости када је имала између 19 и 20 година. Како она тврди, у Хонгу Конгу је била сама, није могла понекад да плати кирију и прихватала је било какве послове у том тренутку, родитељи су јој рекли да ради шта хоће, али да ће то имати и оставити своје последице, њене голе слике и рани радови у нискобуџетним еротским филмовима.

## Каријера
Њен први филм који јој је донео већу славу је био филм „Вива Еротика” из 1996. године, који је био еротска комедија и ту се приметио њен таленат за глуму и фотогеничност испред камере, што јој је није било непознато, јер је имала искуство пред објективом и камером као еротска глумица и модел, као и радећи као фото модел без голотиње. За улогу у овом филму, Шу Ћи је освојила награду за најбољу споредну глумицу у овом флиму на Мећународном филмском фестивалу у Хонгу Конгу. Затим је кренула да ради са највећим кинеским редитељима из Хонг Конга и Тајвана као што су Стенли Кван и Хоу Сјаосан. Први велики кинески филм који је снимила у НР Кини, био је романтична драма „Лишће”, из 2003. године, са најтраженијим кинеским глумцем данашњице у Кини, Лиу Јеом. Филмска улога која јој је донела светску славу ван Азије, је био француско−амерички филм Транспортер, из 2002. године, где је глумила са холивудским глумцем Џејсоном Стејтамом. Гостовала је и појављивала се по емисијама на телевизији у Француској и Италији, а радила је и манекенске послове. 2008. године је глумила у америчком филму „ Њујорк, волим те”, у којем је глумила стидљиву девојку из Кинеске четврти, која је запала за око сликару уметнику, заједно са холивудским глумцима као што су Енди Гарсија, Натали Портман, Орландо Блум, Бредли Купер... Шу Ћи је наставила да снима филмове у НР Кини, а филм који је био највећи хит је био „Леп Живот” из 2011. године, који је сниман на различитим локацијама у Пекингу, Хонгу Конгу и у унутрашњости Кине, и у којем је глумила са старим колегом, глумцем Лиу Јеом. Шу Ћи говори мандарински кинески и кантонски кинески, а служи се енглеским језиком, који не говори течно, али је као млада још у Хонгу Конгу узимала часове енглеског језика, поред часова глуме. Била је члан жирија на Берлинском филмском фестивалу и на фестивалу у Кану, 2008. и 2009. године. Била је заштитно лице Емпорио Армани за Азију и накита Булгари, снимила је рекламу за ауто компанију Тојота, заједно са глумцем Хјуом Џекменом. Удала се 2016. године за фимског редитеља и глумца Стивена Фунга.